# كولين ميتشيل
كولين ميتشيل (بالإنجليزية: Collin Mitchell)‏ (و. 1969  م) هو لاعب الكرلنغ كندي، ولد في فريبورت، شارك في الألعاب الأولمبية الشتوية 1998، وكيرلنج في الألعاب الأولمبية الشتوية 1998 ‏.
.

## روابط خارجية
- كولين ميتشيل على موقع الاتحاد الدولي للكرلنغ (الإنجليزية)
- كولين ميتشيل على موقع أوليمبيديا (الإنجليزية)